# Sommarkardinal
Sommarkardinal (Piranga rubra) är en huvudsakligen nordamerikansk fågel i familjen kardinaler inom ordningen tättingar.

## Utseende
Hane sommarkardinal är mycket karakteristisk med sin helt rosenröda dräkt, olikt scharlakanskardinalen (P. olivacea) även på vingar och stjärt. Andra skillnader är större storlek, kraftigare gulaktig näbb och vanan att resa stjärten, liksom en liten tofs. Honan är mindre grön än hona scharlakanskardinal, med blekare vingar bara aningen mörkare än kroppen.

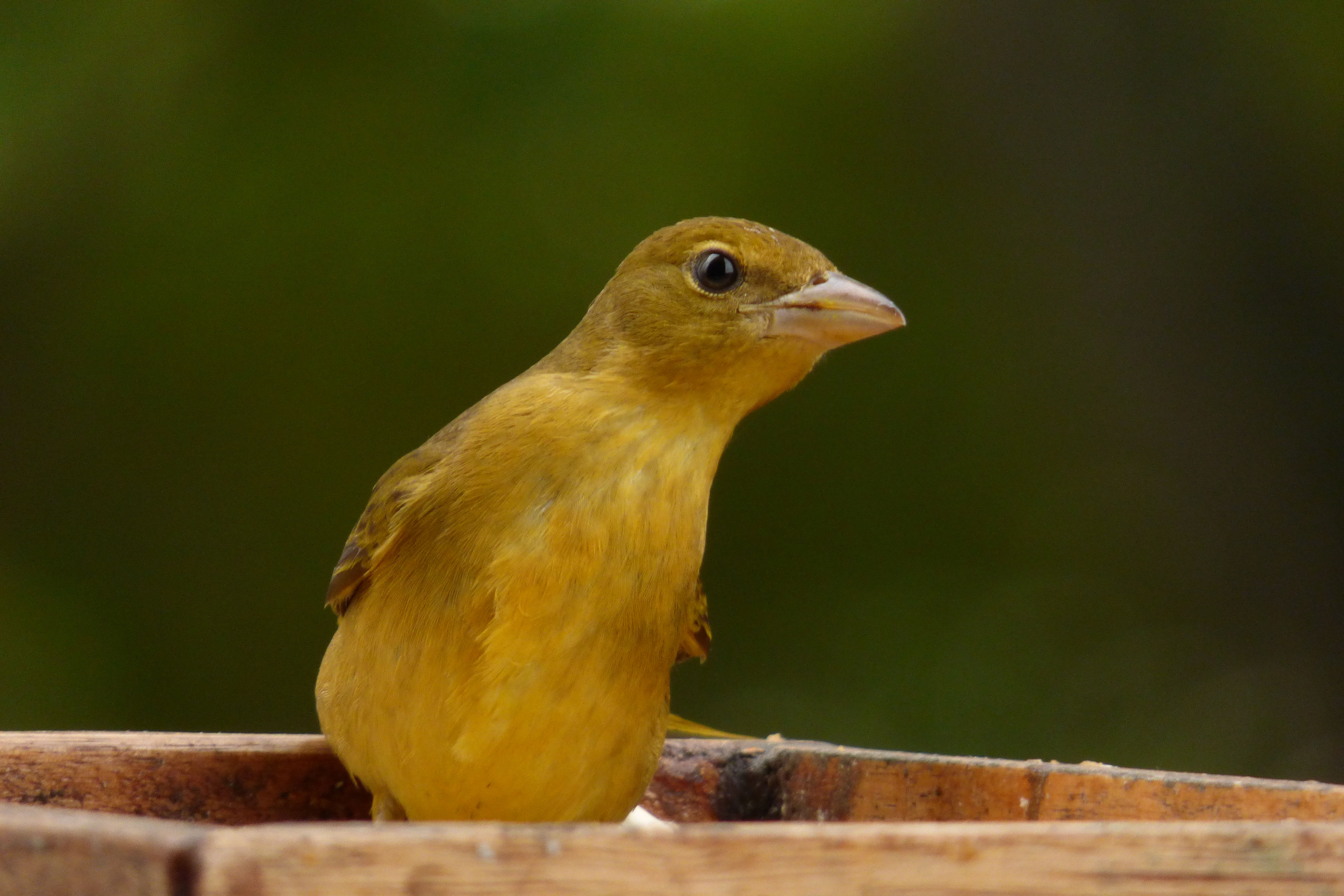
Hona.

## Läte
Sången består av fem till tio trastlika fraser, ofta rätt hesa och åtskilda av tydliga pauser. Lätet är en fallande serie hårda omusikaliska pituk till pikitukituk, medan den i flykten avger ett verree.

## Utbredning och systematik
Sommarkardinal delas in i två underarter med följande utbredning:
- Piranga rubra cooperi – förekommer i sydvästra USA och norra Mexiko, övervintrar i södra Baja och södra Mexiko
- Piranga rubra rubra – förekommer i sydöstra USA, övervintrar i brasilianska Amazonområdet och norra Bolivia

Arten är en mycket sällsynt gäst i Europa, med ett fynd från Caernarfonshire, Storbritannien i september 1957 och tre fynd i Azorerna 2006, 2010 och 2011.

### Familjetillhörighet
Släktet Piranga placerades tidigare i familjen tangaror (Thraupidae). DNA-studier har dock visat att de egentligen är tunnäbbade kardinaler, nära släkt med typarten för familjen röd kardinal.

## Levnadssätt
Sommarkardinalen ses i öppen lövskog eller skog med inslag av tall och ek. Där den förekommer jämsides med scharlakanskardinalen förekommer den senare i tätare och mer högrest skog. Under flyttningen påträffas den i liknande miljöer, men även parker, trädgårdar och strandkanter.

### Föda
Sommarkardinalen är en bi- och getingspecialist. Den fånger insekterna i flykten och dödar dem genom att slå dem mot en gren. Innan sommarkardinalen äter ett bi avlägsnar den gadden. Den äter även andra insekter men också bär och frukt.

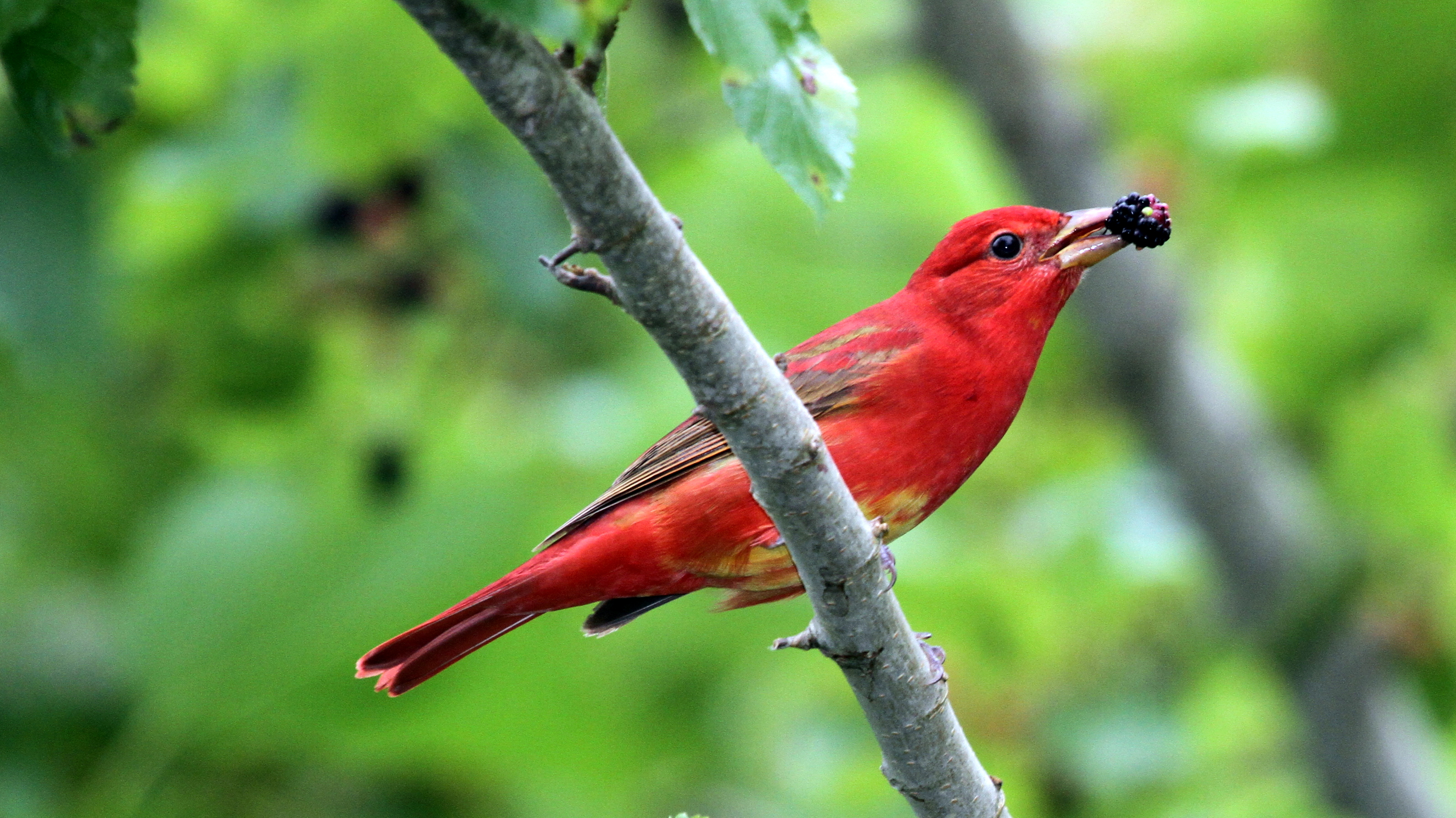
Hane sommarkardinal med ett björnbär i näbben.

### Häckning
Fågeln lägger en till två kullar med tre till fyra blekblå till blekgröna brunfläckiga ägg som enbart honan ruvar, i elva till tolv dagar. Åtta till tolv dagar efter kläckningen är ungarna flygga, men matas i ytterligare tre veckor av båda föräldrar utanför boet.

## Status och hot
Arten har ett stort utbredningsområde och en stor population med stabil utveckling. Utifrån dessa kriterier kategoriserar IUCN arten som livskraftig (LC).